# Monroy
Monroy (extremadurai nyelven Monroi) település Spanyolországban, Cáceres tartományban. Monroy Trujillo, Talaván, Serradilla, Torrejón el Rubio és Casas de Millán községekkel határos. Lakosainak száma 884 fő (2024).

## Népesség
A település népessége az elmúlt években az alábbi módon változott:
| Lakosok száma | 1060 | 994  | 1001 | 994  | 1089 | 1053 | 1004 | 954  | 920  | 884  |
|               | 2001 | 2004 | 2006 | 2009 | 2011 | 2014 | 2016 | 2019 | 2021 | 2024 |